# Killer Joe (brano musicale)
Killer Joe è un brano musicale jazz composto da Benny Golson e inciso per la prima volta nel 1960 per la Argo Records e pubblicato all'interno dell'album Meet the Jazztet.

## Musicisti
La formazione della prima incisione del 1960 era la seguente:
- Art Farmer – tromba
- Benny Golson – sax tenore
- Curtis Fuller - trombone
- McCoy Tyner - pianoforte
- Addison Farmer - basso
- Lex Humphries - batteria

## Altre versioni
- Nel 1969 Quincy Jones incluse una sua versione, con la partecipazione di Ray Brown al contrabbasso, nell'album Walking in Space.
- Nel 1985 i Manhattan Trasfer ne incisero una loro versione (con il titolo That's Killer Joe) cantata nel loro album Vocalese con il testo scritto da Jon Hendricks.